# Snöplog

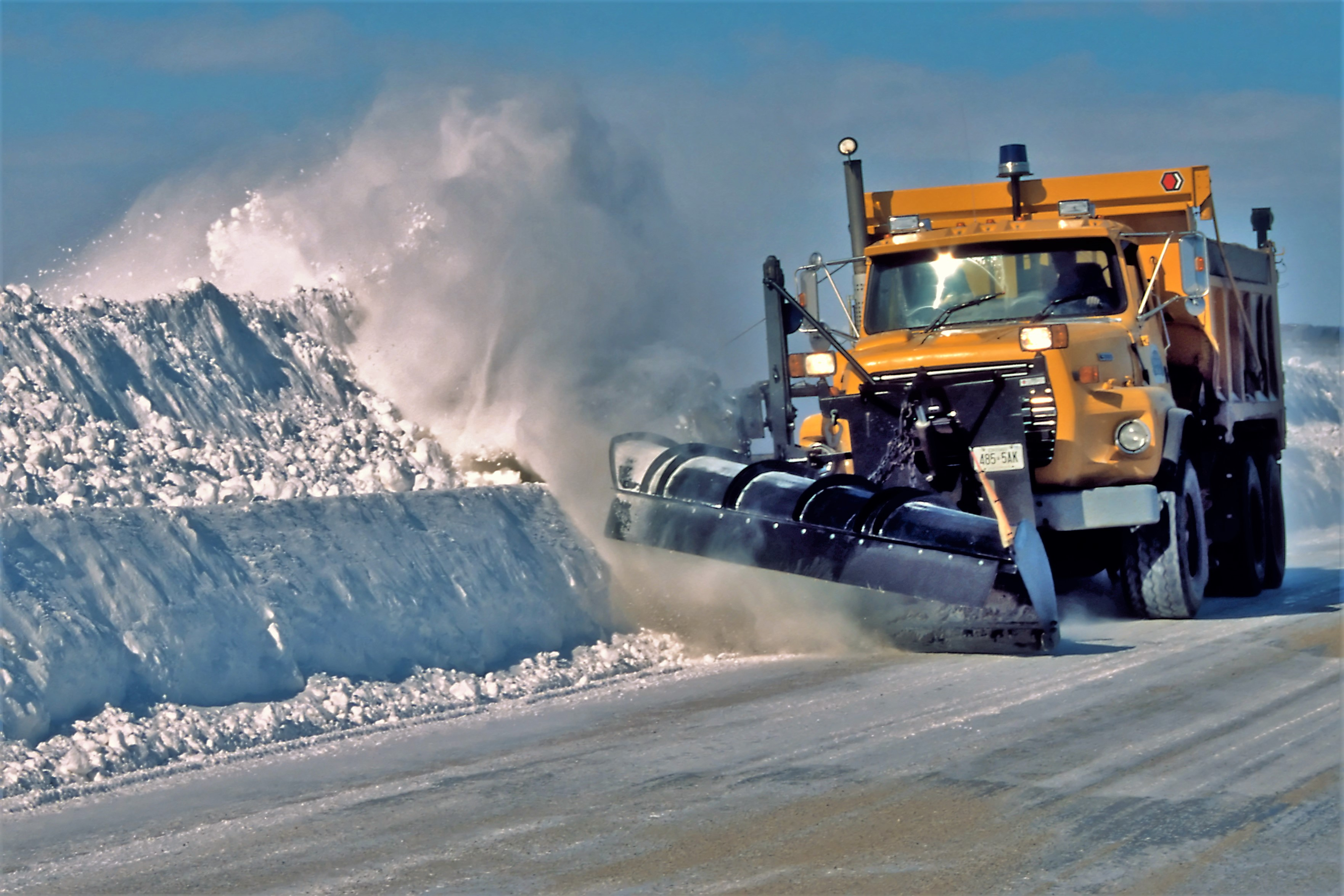
Snöplogning i Kanada i april år 2000.

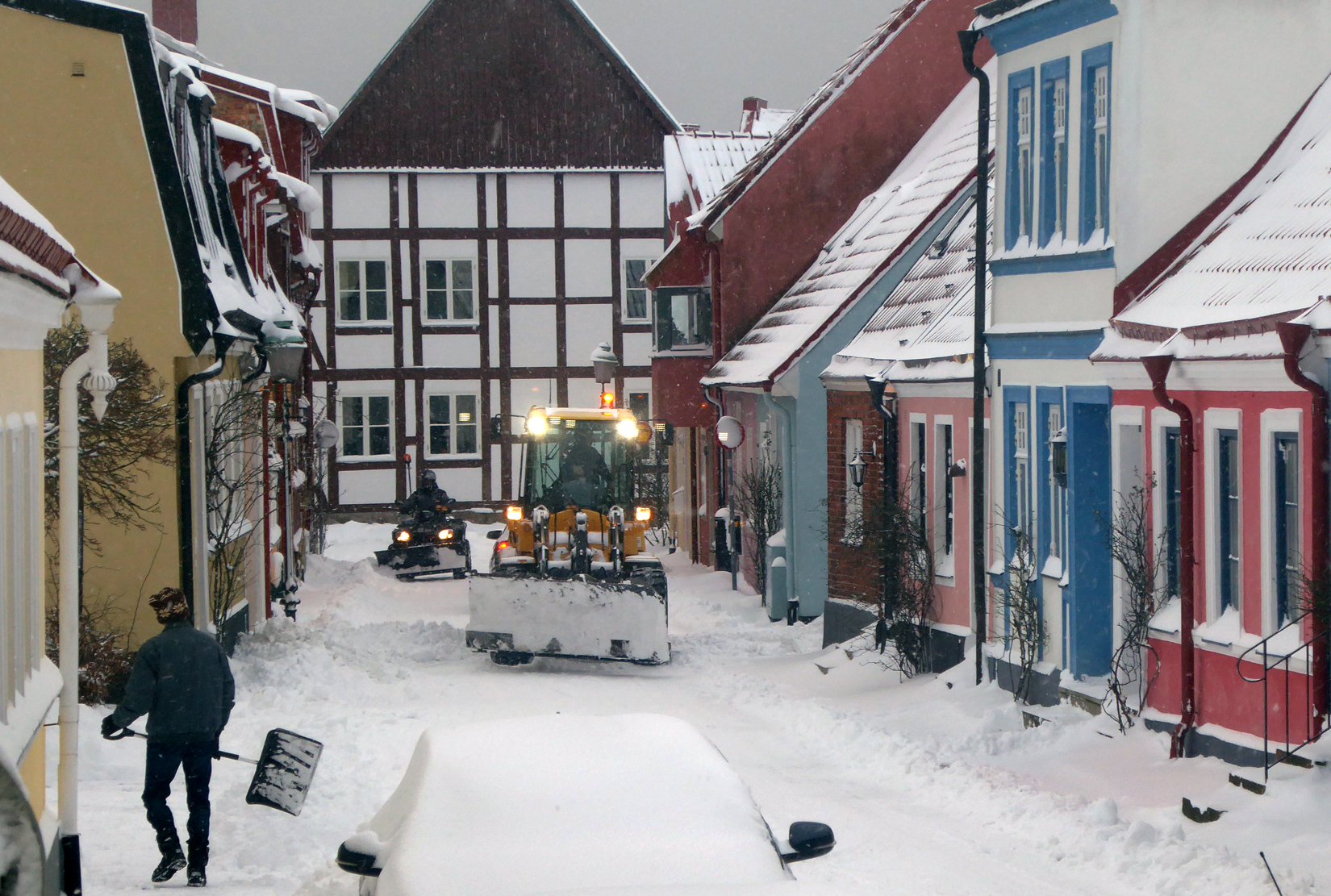
Snöplogning på Stickgatan i centrala Ystad 28 februari 2018.

En snöplog är ett redskap för snöröjning. Tidigare var det ofta en kilformad anordning av trä som drogs av häst och plöjde undan snön. Vanligen fanns en metallskena på den ena sidan för att den skulle röra sig i vägens längdriktning och inte halka åt sidan. Det var viktigt när man ville få bort snö från en vägs ena sida och det var snö endast på plogens ena sida.
När bilar började tillverkas så kunde de ersätta hästen. Plogen kunde monteras framtill på en bil.
I Sverige ersattes de gamla hästdragna plogarna alltmer av motordrivna maskinplogar under 1920- och 30-talen. Under 1930-talet kunde taxibilar ha en plog på bilen och sköta snöröjning. Eftersom en personbil är ett relativt lätt fordon kunde det bli besvärligt när det kommit mycket snö. Med en stång kopplad till en buss så kunde bussen skjuta på taxibilen bakifrån som då kunde forcera avsevärda snödrivor.
På senare tid är plogar vanligtvis tillverkade i metall och monterade på lastbil, traktor eller andra typer av maskiner. Den ursprungliga formen är kilformad med en spets framtill, spetsplog.
En enklare variant är att ha ett snöblad, diagonalplog, som föser snö endast framåt eller åt ena sidan. En fördel med diagonalplogen är att den kan fösa all snön till ena sidan och inte som en spetsplog som föser snön åt båda hållen.
Önskar man, med en spetsplog, få snön åt endast en sida får man använda endast halva plogens bredd och då fösa snön åt ena hållet. På senare tid är diagonalplogar vanligtvis försedda med hydraulik som kan ändra bladets vinkel för att få snön till den sida som önskas. Vid snöröjning av gatukorsningar är det en stor fördel att enkelt kunna ändra vinkeln och få snön där det är lämpligt.
Vid stora snödjup är dock spetsplogen överlägsen en diagonalplog, eftersom en diagonal utsätter fordonet för en sidoriktad reaktionskraft i motsatt riktning till den sida som snön föses. Vid stora snödjup blir denna kraft så stor att fordonet får problem att färdas i vägens färdriktning eftersom den riskerar att kana åt sidan.
En lösning som blivit allt vanligare på senare tid är vikplogen som i princip är ett snöblad som kan vinklas på mitten så att det blir en spetsplog. Den får då antingen en diagonalplogs eller en spetsplogs fördelar, beroende på inställning. Den kan dock bara användas i låga hastigheter, då den aero- eller hydrodynamiska formen inte kan optimeras.
För att få maximal bredd på den snöröjda vägen kan en vinge användas, som föser undan snön längre åt sidan och även upp och över snökanter. En sådan vinge kan även användas för att ta bort höga snökanter som skymmer sikt eller försvårar kommande snöröjning. På våren kan vingen användas för att fösa undan snö till vägrenen så att det snabbt smälter fram en snöfri och torr vägkant. Då undviks att smältvatten från snökanter rinner in på vägen. Detta är viktigt ur trafiksäkerhetssynpunkt eftersom vatten som rinner in på vägen, när det blir kväll, kan frysa till is och orsaka halka.
Vid snöröjning av breda vägar kan två lastbilar köra i bredd (tandemplogning). De klarar då vägen i ett svep.